# Bakaran Batu (Rantau Selatan)
Bakaran Batu is een bestuurslaag in het regentschap Labuhan Batu van de provincie Noord-Sumatra, Indonesië. Bakaran Batu telt 11.633 inwoners (volkstelling 2010).